# Хёхён-ванху
Хёхён-ванху (27 апреля 1828 — 18 октября 1843) (Хангыль: 효현왕후 김씨, Ханча: 孝顯王后 金) — чосонская королева-консорт. Первая супруга Ли Хвана, короля Хонджона, 24-го монарха Чосона. Происходила из клана Андон Ким. Она была посмертно названа Хёхён, Императрица Свершений (효현성황후, 孝顯本皇后).

## Жизнеописание
Госпожа Ким родилась в (новом) клане Андон Ким (Хангыль: 신 안동 김씨, Ханча: 신 안동 김씨東東氏) 27 апреля 1828 года в районе Ангук-бан в семье Ким Чжо Гына и госпожи Ли из клана Хансан Ли.
По линии своего отца леди Ким является дальней родственницей королев Инмок, Сунвон и Чхорин.
Госпожа Ким стала королевой-консортом молодому королю Хонджону в возрасте 10 лет в 1837 году. Её мать получила королевский титул «Внутренняя принцесса- консорт Хансон из клана Хансан Ли» (хангыль: 한성부부인 한산 이씨, ханча: 漢城府夫人 韓山 李氏), и ее отец был дан королевский титул «Внутренний принц Ёнхын» (хангыль: 영부,쐥부,쐥부, ханча: 永興府院君). Молодая королева умерла в возрасте 15 лет в 1843 году в покоях Тэджо дворца Чандок, не оставив потомков.
Она похоронена в Кенгрыне, Гури, провинция Кенги, вместе с королем Хонджоном и его второй женой, королевой Хёджон.

## Семья

### Родители
- Пра-пра-пра-пра-пра-прадедушка: Ким Кван-чан (김광찬, 金光燦) (1597 — 24 февраля 1668)
- Пра-пра-пра-пра-прабабушка: госпожа Ким из клана Ёнан Ким (연안 김씨); дочь Ким На (김래, 김래)[2]
- Пра-пра-пра-пра-прадедушка: Ким Су Хан (김수항, 金壽恒) (1629 — 9 апреля 1689)
- Пра-пра-пра-пра-прабабушка: госпожа На из клана Анджон На (안정 나씨); дочь На Сон Ду (나성두)
- Пра-пра-пра-прадедушка: Ким Чан-Джиб (김창집, 中昌集) (1648 — 2 мая 1722)
- Пра-пра-пра-прабабушка: госпожа Пак (박씨); дочь Пак Се Нама (박세남, 朴世楠)
- Пра-пра-прадедушка: Ким Чже Гем (김제겸, 中濟謙)
- Прапрадедушка: Ким Тан-хен (김탄행, 中坦行) (1714—1774)[3]
- Прапрабабушка: госпожа Хан клан Чхонджу Хан (정경부인 한씨 청주, 貞敬夫人 淸州 韓氏); (한백증의 딸), дочь Хан Бэк-Чын (한백증, 韓百增)
- Прадедушка: Ким Йи-ю (김이유, 金履裕)
- Приемный прадед: Ким И-Со (김이소, 金履素) (1735—1798)
- Прабабушка: госпожа Ю из клана Мунхва Ю (정부인 문화 유씨, 貞夫人化 柳氏)
- Дедушка: Ким Чжи Сун (김지순, 中芝淳)[4]
- Бабушка: госпожа Мин из клана Ёхын Мин (본관: 여흥 민씨, 驪興 閔氏); (민종현의 딸), дочь Мин Чон Хен (민종현, 閔鍾顯)
- Отец: Внутренний принц Енхын, герцог Хеган, Ким Чжо Гын (영흥부원군 효간공 김조근, 永興府院君 孝簡县) (1793—1844)[5]
- Дядя: Ким Бо Гын (김보근, 中輔根) (1803—1869); стал приемным сыном Ким Хон Суна (김홍순,本鴻淳)
- Мать: Внутренняя Принцесса-Консорт Хансон из Хансан Йи клана (한성부부인 한산 이씨, 漢城府夫人 李氏 韓山)
  - Дедушка: Йи Хуэйсон (이희선, 李羲先) (1775—1818)
  - Бабушка: госпожа Пак из клана Баннам Пак (본관: 반남 박씨, 潘南 朴氏) (1774—1811); (박홍수의 딸), дочь парка Хон-Су (박홍수, 朴泓壽)
- Дядя: И Чан Чжэ (이창재, 李昌在) (1797—1863)
- Тетя: госпожа Ким Конджу Ким клана (정부인 김씨 안동, 貞夫人 安東 金氏) (1798—1871); (김봉순의 딸), дочь Ким Бон-Сун (김봉순, 金鳳淳)
- Дядя: И Ген Чжэ (이경재, 李景在) (1800—1873)[6]

### Братья и сестры
- Старший брат: Ким Бен Джиб (김병집, 中炳潗)
  - Приемный племянник: Ким Гап-гю (김갑규, 金); сын Ким Бен Со (김병서, 金)
- Старшая сестра: госпожа Ким из клана Андон Ким (안동 김씨)
  - Шурин: Нам Бен Чхоль (남병철, 中秉哲) (1817—1863)

### Муж
- Король Чосона Хонджон (8 сентября 1827 — 25 июля 1849; 조선 헌종) — детей в браке не было.
- Свекровь: королева Синджон (21 января 1809 — 4 июня 1890) из клана Пунъян Чжо (신정익황후 조씨, 神貞翼皇后 趙氏).
- Свёкор: король Мунджо (문조, 本祖) или Наследный принц Хёмён (18 сентября 1809 — 25 июня 1830).